# Muhtar Kent
Muhtar Kent (New York, 1952) is een Turks-Amerikaans zakenman en tevens de voorzitter en CEO van The Coca-Cola Company.
Kent, geboren in New York en opgeleid in Engeland, is de zoon van de Turkse diplomaat Necdet Kent die tijdens de Tweede Wereldoorlog consul-generaal was in Marseille. Daar redde Necdet Kent (ook wel de Turkse Schindler genoemd) vele Turkse Joden uit handen van de nazi’s. In november 2005 ontving Muhtar Kent, voor zijn vaders moed en heldendaad, de Raoul Wallenberg Medal uit handen van Baruch Tenembaum, oprichter van de International Raoul Wallenberg Foundation.